# Stadio Partenio-Adriano Lombardi
Lo stadio Partenio-Adriano Lombardi, già stadio Partenio, è il principale impianto sportivo di Avellino ed ospita gli incontri interni dell'Unione Sportiva Avellino 1912.
Terzo stadio della Campania per capienza effettiva, con oltre 36.000 posti, dopo lo Stadio Diego Armando Maradona di Napoli e lo Stadio Arechi di Salerno, nel decennio degli anni '80 arrivò ad accogliere ben 48.000 spettatori.

## Storia
Lo stadio Comunale, denominato Partenio nel 1973, fu costruito dall'imprenditore edile Costantino Rozzi, presidente dell'Ascoli, ed inaugurato il 13 dicembre 1970 in occasione della partita con il Brindisi terminata 0-0, valevole per la 14ª giornata del campionato di Serie C..
Il nuovo impianto andò così a sostituire il  Campo di Piazza d’armi, sito in centro città e diventato ormai obsoleto.
Un primo ampliamento della struttura si ebbe in occasione della promozione in serie A nel 1978: in vista dell'esordio nella categoria furono costruite infatti la Curva Sud e la Tribuna Terminio; la curva Nord viene invece costruita nel 1985.. 
L’origine del nome deriva dalla catena montuosa del Partenio che circonda la città. Successivamente, a causa della morte per sclerosi laterale amiotrofica dell'ex capitano dell'Avellino Adriano Lombardi, il Comune deliberò di intitolare a questi lo stadio nel novembre 2011, ufficializzando la cosa durante una cerimonia tenutasi il 7 giugno 2011.

## Specifiche dell'impianto

### Ristrutturazione
Il 24 giugno 2013 è stato presentato il progetto di restyling dello stadio a cura dell'architetto Vincenzo Maria Genovese. Il progetto prevede l'aumento della capienza a 10.215 spettatori e la tinteggiatura degli spalti con i colori della società. La pista d'atletica è stata sostituita da una pavimentazione azzurra con le scritte "Città di Avellino e Stadio Partenio Lombardi" e sotto le due curve sono state stilizzate anche due bandiere tricolore. L'intervento ha previsto anche l'installazione di nuovi tornelli e l'adeguamento dei sistemi di videosorveglianza oltre alla sistemazione del parcheggio per gli ospiti. I lavori sono iniziati il 27 giugno e lo Stadio è stato consegnato ufficialmente alla Città dopo un mese di lavori, con una cerimonia ufficiale svoltasi la sera del 24 luglio successivo. Il 10 dicembre 2014 è stato presentato al comune di Avellino, a cui spetta la valutazione insieme ad altre amministrazioni, un progetto di ristrutturazione dell'impianto. Del costo di circa 60 milioni di euro, prevede la demolizione e ricostruzione in lotti dello stadio con una capienza di 21.000 posti e la realizzazione di un'area commerciale e direzionale. Il 24 aprile 2021 è arrivata la conferma definitiva della costruzione del nuovo stadio di proprietà del club irpino, il quale diventerà l'ottavo proprietario di un impianto moderno in Italia, dopo il Mapei Stadium - Città del Tricolore di Reggio Emilia (1995), l'Allianz Stadium di Torino (2011), lo Stadio Friuli di Udine (2013), lo Stadio Benito Stirpe di Frosinone (2016), il Gewiss Stadium di Bergamo (2017), lo Stadio Giovanni Zini di Cremona (2019) e l'AlbinoLeffe Stadium di Zanica (2021)

### I settori
- Curva Sud: settore in cui si trovano la maggior parte delle tifoserie organizzate della provincia. Fino all'inizio degli anni 2000 la curva era divisa in tre settori: uno centrale più grande, e due Distinti laterali.
- Curva Nord: anche in questo settore si trovavano, fino a quando è stata ridotta la capienza dello stadio, tifoserie organizzate irpine.Per un periodo la curva è stata riservata ai tifosi ospiti quando questi erano in numero maggiore rispetto alla quantità di persone che può contenere l'apposito settore attiguo alla Curva Nord. Allo stato attuale il settore Curva Nord contiene oltre al settore ospiti anche il settore disabili.
- Tribuna Montevergine: unico settore coperto dello stadio che comprende due tribune laterali, una centrale, una d'onore e una riservata alle autorità. Al centro del settore sono poste alcune delle telecamere televisive;
- Tribuna Terminio: tribuna speculare alla Montevergine ma senza la copertura. Al suo vertice è situata la tribuna stampa.
- Settore ospiti: situato tra la Curva Nord e la Terminio, è lo spicchio di stadio riservato alla tifoseria ospite, circondato da una gabbia di protezione.

Tra la Curva Nord e la Tribuna Montevergine è presente un'imponente stele in cemento armato (dimensioni: 300 cm x 900 cm x 60 cm) commemorativa della Strage dell'Heysel del 1985, realizzata dall'artista irpino Giovanni Spiniello nel 1986, dal nome Heysel '85, per non dimenticare. L'opera viene presentata in mondovisione in occasione dell'amichevole Italia-Germania Ovest del 5 febbraio 1986.

### Settori e capienza (posti attualmente omologati)

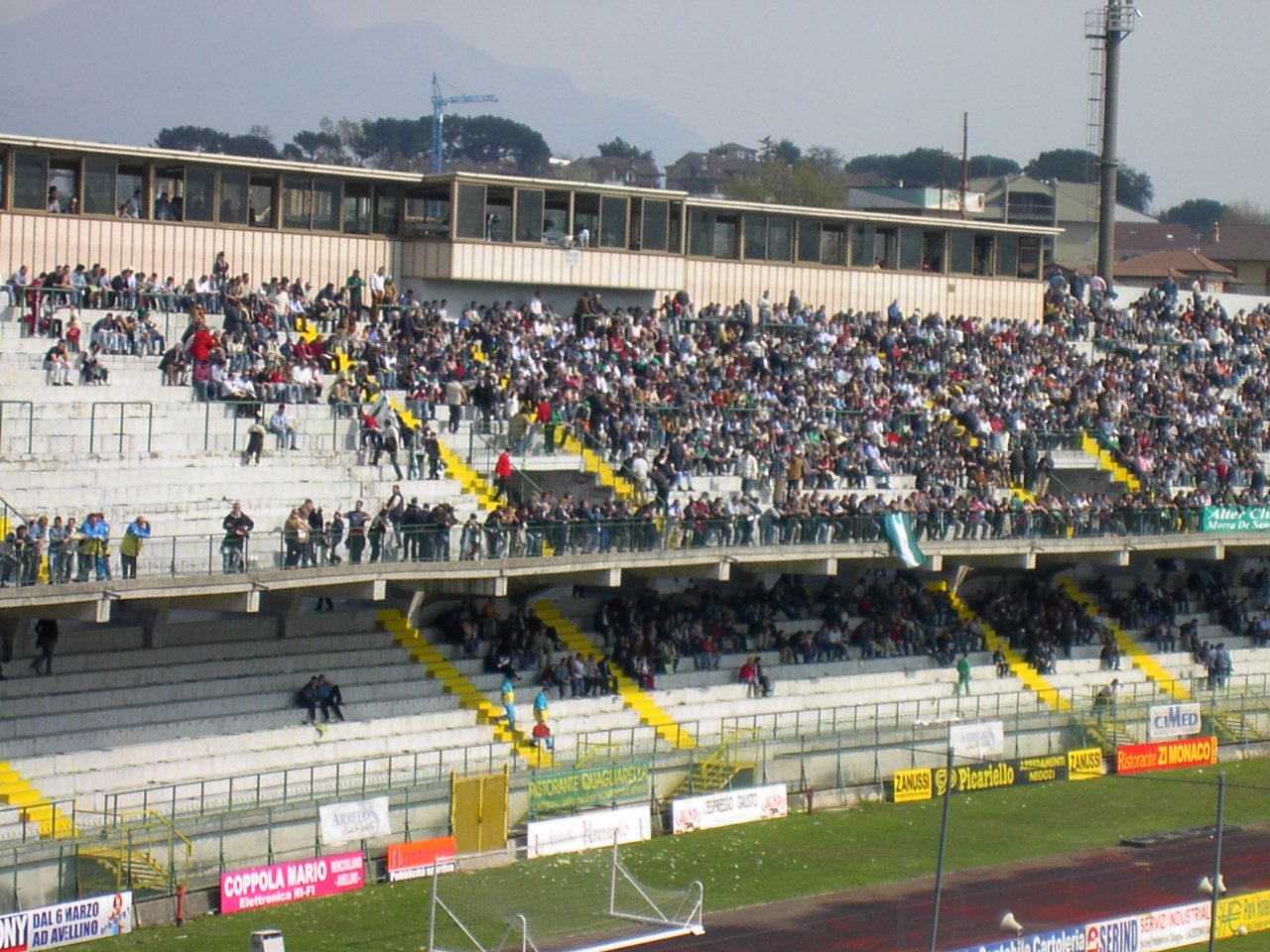
Tribuna Terminio

| Settore                                               | Capienza |
| ----------------------------------------------------- | -------- |
| Tribuna Montevergine                                  | 2200     |
| Tribuna Terminio                                      | 800      |
| Curva Sud                                             | 5500     |
| Curva Nord - Settore Ospiti 500 - Settore disabili 80 | 580      |
| Totale                                                | 9080     |

## Ubicazione

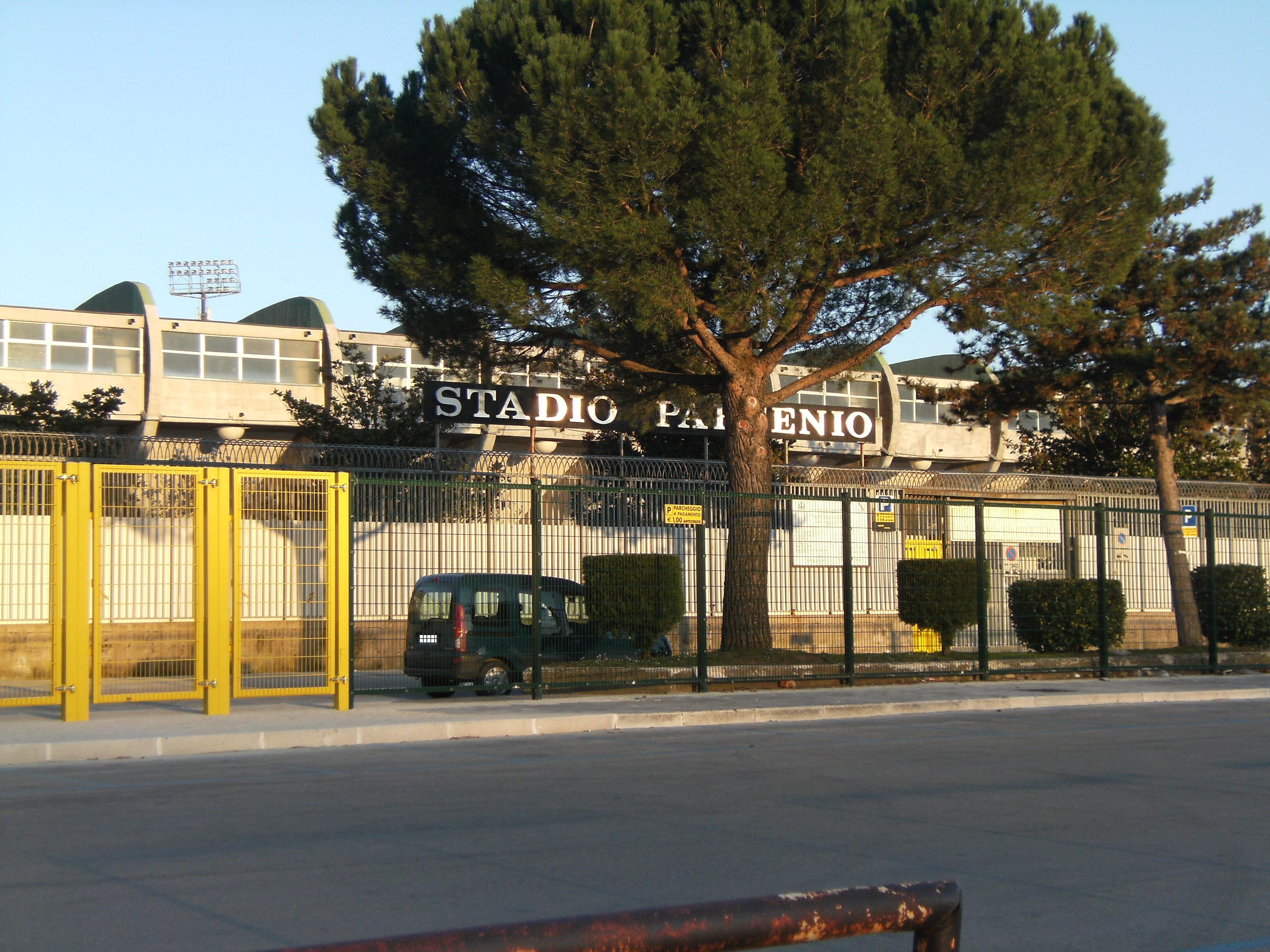
Visuale dell'impianto dalla strada.

Lo stadio si trova nella Contrada Zoccolari, nei pressi del Palasport Giacomo Del Mauro.
Dista dal centro urbano 3km, ed è agevolmente raggiungibile dalla stazione ferroviaria e dal raccordo autostradale Avellino-Salerno.

## Eventi

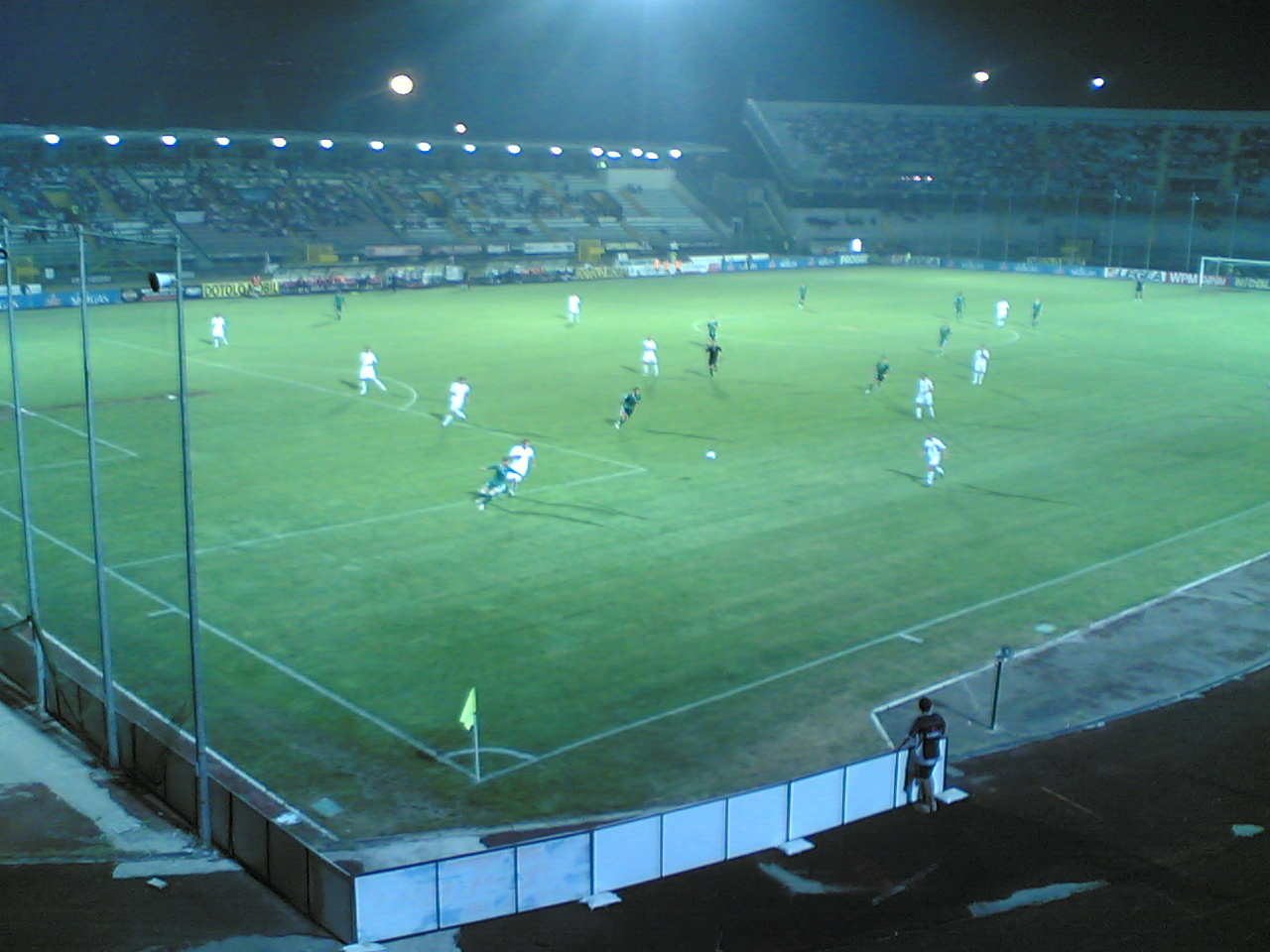
Una partita di Coppa Italia al Partenio

Il 16 giugno 1980, a causa della mancata concessione dello stadio San Paolo di Napoli, il Partenio ospitò uno storico concerto di Lou Reed.
Il 16 maggio 1990 ospitò la finale di ritorno della Coppa UEFA tra Juventus e Fiorentina (0-0).
Il 21 aprile 1992 alcuni tifosi dell'Avellino piantarono, in segno di protesta, sedici croci di legno sul manto erboso dello stadio; su ogni croce era riportato il nome di un calciatore biancoverde con la data di fine campionato.
L'11 ottobre 2002, dopo un'adeguata messa in sicurezza, ha ospitato la Nazionale di calcio italiana under 21 nell'impegno valevole per le qualificazioni agli europei di categoria contro la Nazionale di calcio della Serbia Under-21 (4-1).
Il 28 novembre 2010 l'impianto è stato intitolato ad Adriano Lombardi, ex calciatore e allenatore dell'Avellino.
L'11 settembre 2011 l'impianto avrebbe dovuto ospitare il concerto finale del tour Vasco Live Kom '011 di Vasco Rossi, successivamente annullato a causa delle condizioni di salute del cantante.
Nell'agosto 2016 il terreno di gioco viene dotato di erba sintetica, diventando così lo stadio più grande d'Italia con questo tipo di installazione.

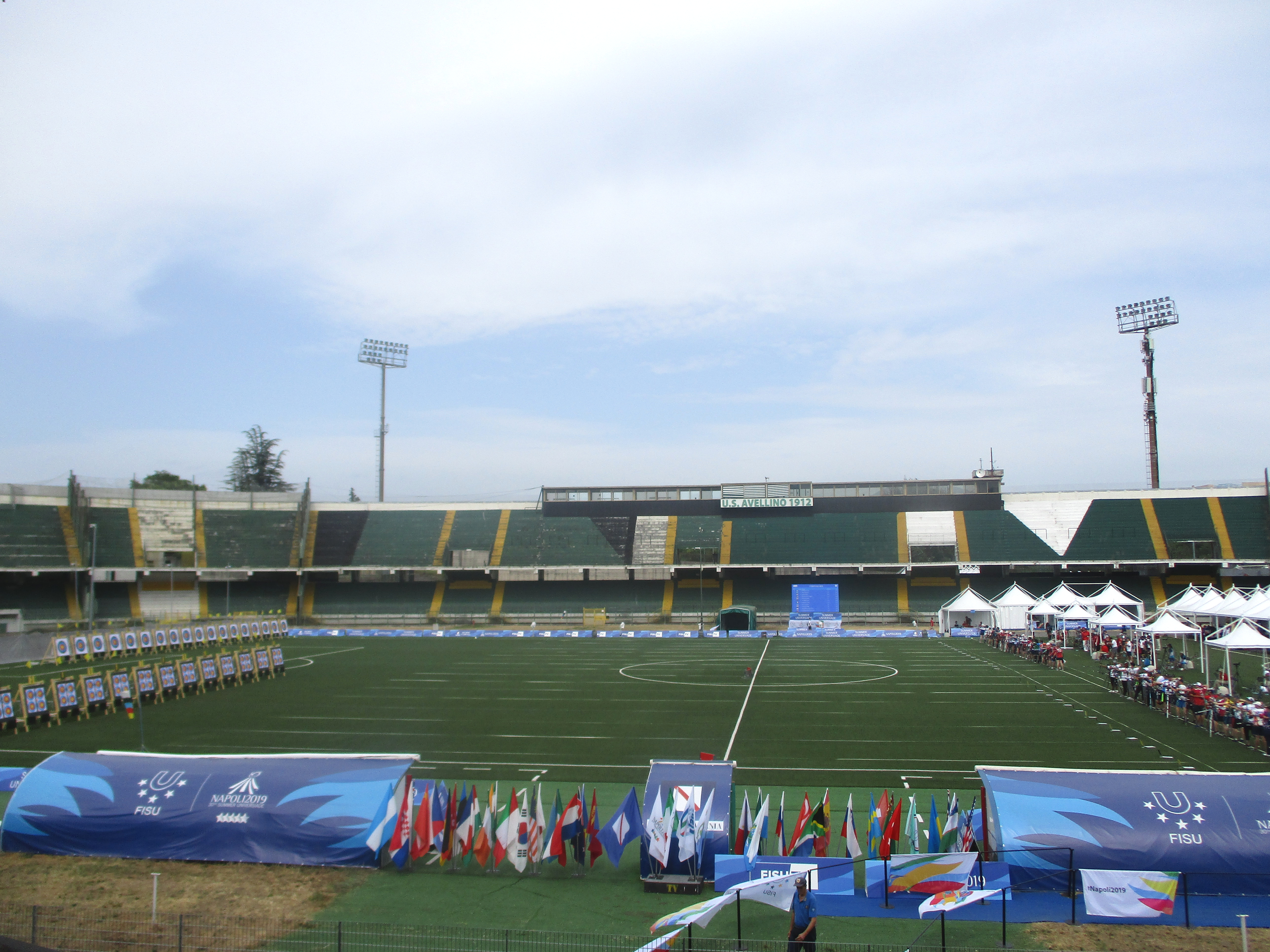
Tiro con l'arco alla XXX Universiade

Nel luglio 2019 si sono svolte le qualificazioni di tiro con l'arco della XXX Universiade. Per tale manifestazione, è stato oggetto di lavori di ristrutturazione.

### Calcio

#### Incontri della nazionale italiana
Lo stadio Partenio è stato sede di un incontro amichevole della nazionale di calcio dell'Italia, disputato il 5 febbraio 1986 contro la Germania Ovest e terminato con il punteggio di 1-2 in favore degli ospiti.